# Коноплянка (городской округ Перевозский)
Конопля́нка — деревня в Перевозском районе Нижегородской области. Входит в состав Центрального сельсовета.
Деревня располагается на правом берегу реки Пьяны.